# Francine Clark
Francine Clark (1876-1960) foi uma atriz, colecionadora de arte, criadora de cavalos e filantropa francesa.

## Vida pessoal
Francine Juliette Modzelewska nasceu em 1876 na França, filha de uma mãe solteira que trabalhava como costureira. Francine mudou seu sobrenome polonês Modzelewska para "Clary" em algum momento durante sua adolescência. Atriz da famosa Comédie Française, Francine apareceu no palco com Sarah Bernhardt durante sua carreira.
Francine casou-se com Sterling Clark, da fortuna Singer Sewing Machine em 1919. Francine tinha uma filha, Viviane, de um relacionamento anterior que se revelou uma fonte de tensão entre a família Clark. Nenhum dos outros Clarks compareceu à cerimônia civil de Francine e Sterling realizada na França. Francine tornou-se cidadã americana um dia após a cerimônia. Os Clarks se mudaram para a cidade de Nova York e estabeleceram sua residência em um apartamento de dezoito cômodos na Park Avenue, mas continuaram a dividir seu tempo entre Paris e Nova York pelo resto de suas vidas. Francine e Sterling "se adoravam", escreveu um amigo deles mais tarde, e compartilhavam o gosto por "grande conforto sem ostentação, boa comida e... Bordeaux vintage".
Francine e Sterling correram cavalos nos Estados Unidos e na Europa. Em 1930, eles compraram quarenta e cinco acres na Normandia para estabelecer uma fazenda de cavalos, além de construir uma grande fazenda de cavalos em Upperville, Virgínia.

## Coleção de arte
Em 1950, os Clarks fundaram o Sterling and Francine Clark Art Institute como um lar permanente para sua coleção. Durante a construção, Sterling e Francine moraram em um apartamento no campus, supervisionando cada detalhe do edifício original de 1955.